# Abdumo‘min O‘tbosarov
 (décembre 2023).
 (décembre 2023).
La mise en forme du texte ne suit pas les recommandations de Wikipédia : il faut le « wikifier ».
Les points d'amélioration suivants sont les cas les plus fréquents :
- Les titres sont pré-formatés par le logiciel. Ils ne sont ni en capitales, ni en gras.
- Le texte ne doit pas être écrit en capitales (les noms de famille non plus), ni en gras, ni en italique, ni en « petit »…
- Le gras n'est utilisé que pour surligner le titre de l'article dans l'introduction, une seule fois.
- L'italique est rarement utilisé : mots en langue étrangère, titres d'œuvres, noms de bateaux, etc.
- Les citations ne sont pas en italique mais en corps de texte normal. Elles sont entourées par des guillemets français : « et ».
- Les listes à puces sont à éviter, des paragraphes rédigés étant largement préférés. Les tableaux sont à réserver à la présentation de données structurées (résultats, etc.).
- Les appels de note de bas de page (petits chiffres en exposant, introduits par l'outil «  Source ») sont à placer entre la fin de phrase et le point final[comme ça].
- Les liens internes (vers d'autres articles de Wikipédia) sont à choisir avec parcimonie. Créez des liens vers des articles approfondissant le sujet. Les termes génériques sans rapport avec le sujet sont à éviter, ainsi que les répétitions de liens vers un même terme.
- Les liens externes sont à placer uniquement dans une section « Liens externes », à la fin de l'article. Ces liens sont à choisir avec parcimonie suivant les règles définies. Si un lien sert de source à l'article, son insertion dans le texte est à faire par les notes de bas de page.
- La présentation des références doit suivre les conventions bibliographiques. Il est recommandé d'utiliser les modèles {{Ouvrage}}, {{Chapitre}}, {{Article}}, {{Lien web}} et/ou {{Bibliographie}}. Le mode d'édition visuel peut mettre en forme automatiquement les références.
- Insérer une infobox (cadre d'informations à droite) n'est pas obligatoire pour parachever la mise en page.

Pour une aide détaillée, merci de consulter Aide:Wikification.
Si vous pensez que ces points ont été résolus, vous pouvez retirer ce bandeau et améliorer la mise en forme d'un autre article.
Abdumo'min Abdumajidovich O'tbosarov (24 avril 1960 à Tachkent - 1er janvier 2016 à Tachkent) était un présentateur de la Société nationale de radiodiffusion-télévision d'Ouzbékistan, Artiste du peuple d'Ouzbékistan (2014).

## Biographie
Abdumo'min O'tbosarov est né le 24 avril 1960 à Tachkent dans la famille d'un domestique. Son père était enseignant et sa mère était médecin. Il y avait quatre enfants dans la famille, Abdumo‘min était le deuxième. Son père adorait prendre des photos, alors il a encouragé son fils à faire de même.
Il est diplômé de l'école et a servi dans les rangs de l'armée soviétique dans le kraï de Khabarovsk de 1977 à 1979. Lorsqu'ils ont découvert que le futur présentateur avait des connaissances en photographie, ils l'ont invité à travailler comme photojournaliste.
Après son retour du service militaire, il a remis ses documents à la faculté de journalisme de l'Université d'État de Tachkent dans le département du soir (aujourd'hui l'Université nationale d'Ouzbékistan) et, avec les documents, il a ajouté des extraits de journaul militaires où ses articles et essais ont été publiés. Ces articles lui ont permis d'entrer à l'université sans examen d'entrée.
En 1981, O'tbosarov est embauché comme assistant réalisateur à la télévision. En 1986, O'tbosarov a été transféré au groupe des Annonceurs en tant qu'annonceur. De 1988 à 1989, il a été envoyé à Moscou à l'Institut pansyndical de développement professionnel du personnel de la télévision et de la radio. Son professeur était Igor Kirillov, le présentateur en chef de la Télévision centrale. Abdumo'min O'tbosarov était présentateur des programmes télévisés à Ostankino. Après son retour de Moscou, il a continué son travail de présentateur à la télévision ouzbèke.
Adumomin Abdumajidovich a travaillé comme annonceur tout au long de sa carrière. Il a dirigé le programme d'information "Akhborot", a participé à l'ouverture de nombreux événements sportifs tels que "Umid Nihollari", "Barkamol Avlod". Il a accueilli les événements d'État suivants: le sommet international de l'OCS ; Festival international de musique «Sharq Taronalari»; organisé des concerts et des événements festifs dédiés aux visites de chefs d'État étrangers.

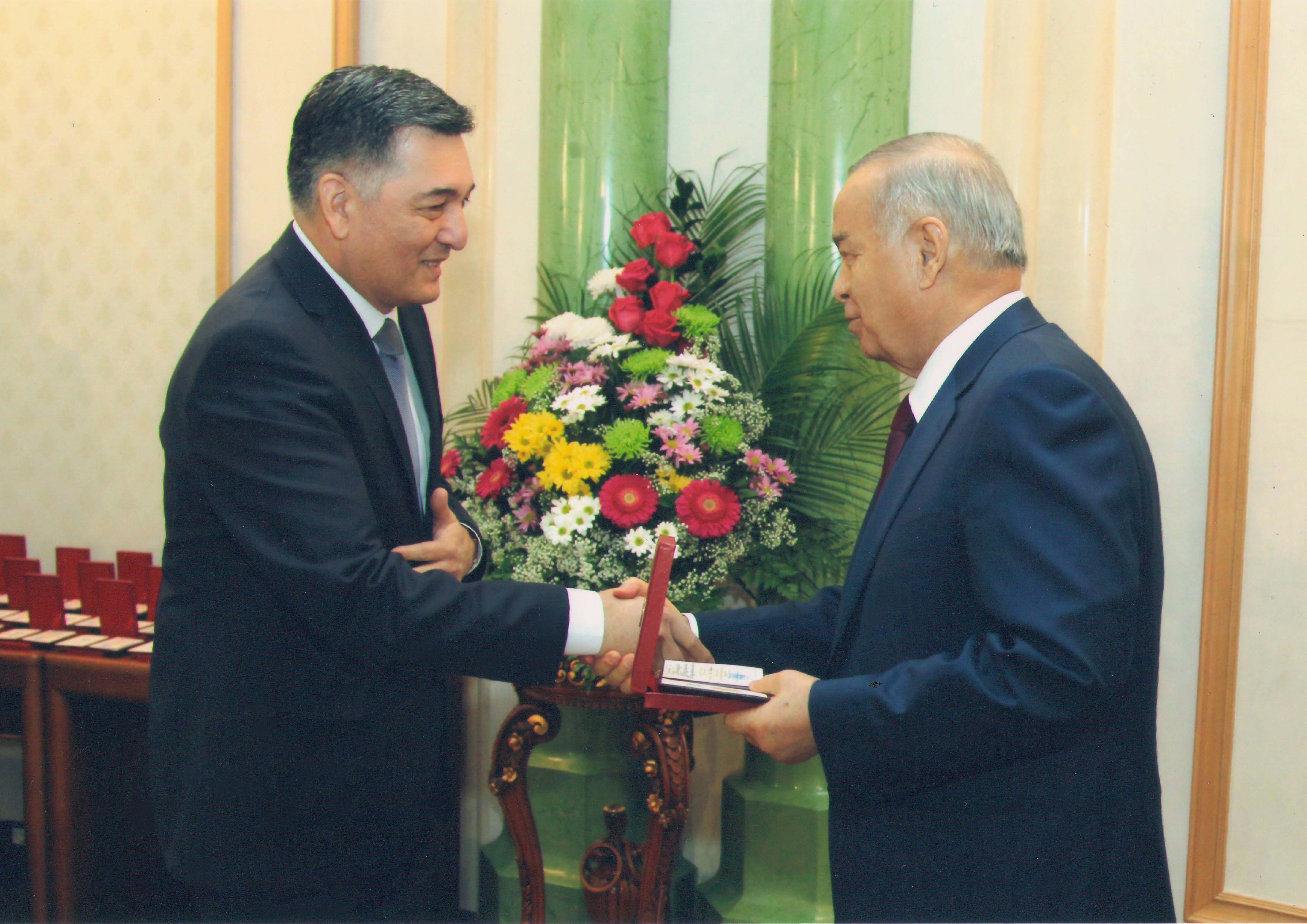
Remise du titre "Artiste du peuple de la République d'Ouzbékistan".

Il est l'auteur de plusieurs recueils de poèmes satiriques "Topgan Gul...".
La dernière représentation de Suhandan a eu lieu le 31 décembre 2015, lorsque le président de l'Ouzbékistan, Islam Karimov, a présenté ses vœux pour le Nouvel An. Après le programme, il a eu une crise cardiaque et a quitté ce monde brillant dans l'unité de soins intensifs de l'Académie médicale de Tachkent.

## Famille
- Gozal O'tbosarova - épouse d'Abdumomin O'tbosarov.
- Jamshid O'tbosarov - fils, diplômé de l'Institut des Finances de Tachkent.
- Nozim O'tbosarov - fils, diplômé de l'Université des technologies de l'information de Tachkent[6].

## Distinctions
- Oʻzbekistonda xizmat koʻrsatgan madaniyat xodimi (Travailleur culturel honoré d'Ouzbékistan)[7]
- Oʻzbekiston xalq Artisti (Artiste du peuple d'Ouzbékistan)[8]
- "Mehnat shuhrati" ordeni (Ordre de la Gloire du Travail)[9]